# Józef Marczyński (artysta)

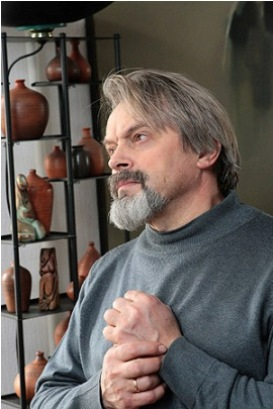
Józef Marczyński 2007

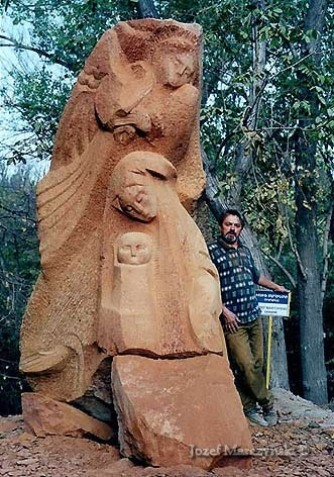
Rzeźba
“Narodziny Chrystusa“
w Erywaniu, 2001

Józef Marczyński (ukr. Йо́сип Йо́сипович Марчи́нський, ur. 25 grudnia 1952 w Hrubśkem w obwodzie żytomierskim, zm. 31 grudnia 2022 w Korosteszowie w obwodzie żytomierskim) – rzeźbiarz i malarz ukraiński pochodzenia polskiego. Jego dzieła znajdują się m.in. w Ukrainie, Polsce, Armenii oraz innych krajach świata. Był członkiem Krymskiego Stowarzyszenia Polaków, mieszkał i pracował w Symferopolu.
W 1972 ukończył studia na Lwowskiej Państwowej Uczelni Sztuki Użytkowej im. Iwana Trusza, a w 1979 na Lwowskim Państwowym Instytucie Sztuki Użytkowej i Dekoracyjnej. W 1986 został członkiem Związku Artystów ZSRR, a w 1991 członkiem Narodowego Związku Artystów Ukrainy.
W 2006 otrzymał nagrodę państwową Rady Najwyższej Republiki Autonomicznej Krymu zaś w 2009 tytuł Zasłużonego Artysty Republiki Autonomicznej Krymu. 
Z inicjatywy ambasady Ukrainy w Armenii zaprojektował pomnik Tarasa Szewczenki w Erywaniu.

## Udział w konkursach
- 1985 — II nagroda na międzynarodowym konkursie na przebudowę i ukształtowanie artystyczne centrum miasta Dwe mogili (Bułgaria)
- 1994 — projekt Józefa Marczyńskiego został najwyżej oceniony w konkursie na pomnik ofiar deportacji Tatarów krymskich
- 2001 — projekt konkursowy pomnika byłego burmistrza Eupatorii S.E. Duwana skierowany do realizacji
- 2004 — dwie koncepcje nagrodzone w konkursie na rzeźby parkowe nabrzeża miasta Jałty.

## Rzeźby monumentalne
- Rzeźba przy wjeździe do miasta Bachczysaraj (wys. 11 m, brąz, beton)
- Rzeźba przy wjeździe do miasta Symferopol (wys. 14 m, stal nierdzewna)
- Metaloplastyka na fasadzie Urzędu Stanu Cywilnego w Eupatorii (8 m x 3,5 m, mosiądz)
- Rzeźba „Syzyf” w Jampolu (Obwód winnicki) (wys. 2 m, piaskowiec)
- Rzeźba „Macierzyństwo” w Symferopolu (wys. 1,95 m, granit)
- Rzeźba „Narodziny Chrystusa” w Erywaniu (Armenia) (wys. 3,15 m, tuf wulkaniczny)